# Lowman (Idaho)
Lowman – jednostka osadnicza w Stanach Zjednoczonych, w stanie Idaho, w hrabstwie Boise.